# Tato Abadía
Agustín Abadía Plana (Binéfar, Huesca, 15 de abril de 1962), más conocido como Tato Abadía, es un exfutbolista y entrenador español que militó en el C. D. Logroñés, la S. D. Compostela y el Atlético de Madrid, entre otros clubes.

## Historia

### Como jugador
'Tato' Abadía comenzó su carrera profesional en el equipo de Tercera División de su ciudad, el Club Deportivo Binéfar. Durante los 4 años en que permaneció en Binéfar logró el ascenso de su club a la Segunda División B y llamó la atención jugador fichó por el CD Logroñés en 1984, que por aquel entonces jugaba en Segunda División.
Abadía permaneció 5 años en la disciplina riojana, los cuales contribuyó en el ascenso del club a Primera convirtiéndose en uno de los referentes del equipo, hasta que fichó por el Atlético de Madrid en la temporada 1989-90. Sin embargo, Abadía no destacó en el conjunto madrileño y jugó pocos partidos, por lo que regresó a Logroño al año siguiente. En el Logroñés permaneció hasta la temporada 1992-93, año en que consigue su mayor registro goleador en Primera con 5 tantos.
En la temporada 1993-94 ficha por la SD Compostela, ayudando a lograr el ascenso a Primera División del club gallego y consiguiendo la consolidación del club en la categoría. En el club compostelano permaneció 3 temporadas, hasta que en la campaña 1996-97 regresa al Logroñés, permaneciendo solo una temporada. Finalmente, se retiró del fútbol en activo jugando en el Club Deportivo Binéfar, club en el que permaneció posteriormente en cargos técnicos mientras estudiaba para sacarse los títulos de entrenador profesional de fútbol.
Tras retirarse del fútbol en activo recibió en 1997 una oferta del MovilCar FS, equipo amateur de fútbol sala, con el que no llegó a debutar al sufrir una lesión.

### Como entrenador
Tras estar dirigiendo algunas categorías inferiores del Club Deportivo Binéfar, debutó como entrenador dirigiendo al equipo aragonés desde 1999 hasta 2001, año en que abandona el club. En el año 2002 Abadía consigue el título de Entrenador Nacional, y un año después comienza a dirigir al CD Logroñés, con el que llegó a disputar la Liguilla de ascenso a Segunda División. Posteriormente recala en el Girona Fútbol Club, donde permanece hasta el año 2005, cuando cesa.
Ese mismo año Abadía regresa al CD Logroñés. Comenzando como director deportivo, posteriormente sustituyó a Quique Setién en las labores de entrenador. El 2 de diciembre de 2008 se le nombra nuevo entrenador del Club Deportivo Calahorra, donde sustituyó a Tito Bengoechea.
El 26 de enero de 2011 fichó por la Sociedad Deportiva Logroñés, como sustituto de Alejandro Fernández quedándose a las puertas de conseguir el ascenso a Segunda B en el partido de final de Promoción, perdiendo el partido por 0-3 en favor de la Gimástica Segoviana. La fantástica temporada de Abadía como entrenador conllevó a la renovación del mister para la campaña 2011-2012 en Tercera División. Abadía llevó a la Sociedad Deportiva Logroñés a Segunda B tras derrotar a la Peña Sport en la fase de ascenso y la presente temporada 2012-2013 está disputando la permanencia en la categoría del bronce del fútbol español.

### Actualidad
En la actualidad, el Tato ha abandonado el mundo del fútbol de forma radical para centrarse en su negocio personal, "La Casa de los Quesos", una pequeña tienda situada en el casco antiguo de Logroño que regenta junto a su mujer.

### La leyenda del Tato
De Abadía siempre se destacó el vigor, la fuerza, la valentía y el derroche que demostraba en cada partido. Esas cualidades le hicieron ser un ídolo en todos los clubes en los que militó, cubriendo así las carencias técnicas de su juego, basado en el físico y la entrega. Con respecto a este comportamiento heroico de Abadía dentro de los terrenos de juego, cabe destacar especialmente un partido que la S.D. Compostela jugó el 3 de marzo de 1995 frente al Real Betis en el Estadio de San Lázaro. En el minuto 15 del encuentro, Abadía sufrió una dura entrada por parte del jugador rival Hristo Vidakovic. Atendido en el terreno de juego, Abadía completó el encuentro con un excepcional rendimiento por su parte, anulando la fluidez del juego del centro del campo bético y marcando de cabeza el gol de la victoria. Sustituido en el minuto 86 y despedido con una gran ovación, horas después se supo que Abadía había jugado uno de sus mejores partidos como profesional con el astrágalo roto durante 70 minutos.

## Clubes

### Como jugador
| Club                          | País   | Año       | Partidos | Goles |
| ----------------------------- | ------ | --------- | -------- | ----- |
| Club Deportivo Binéfar        | España | 1980-1985 | 88       | 3     |
| Club Deportivo Logroñés       | España | 1985-1989 | 128      | 9     |
| Atlético de Madrid            | España | 1989-1990 | 16       | 0     |
| Club Deportivo Logroñés       | España | 1990-1993 | 109      | 8     |
| Sociedad Deportiva Compostela | España | 1993-1996 | 101      | 6     |
| Club Deportivo Logroñés       | España | 1996-1997 | 22       | 1     |
| Club Deportivo Binéfar        | España | 1998-1999 | 35       | 1     |

### Como entrenador
| Club                        | País   | Año       |
| --------------------------- | ------ | --------- |
| Club Deportivo Binéfar      | España | 1999-2002 |
| Club Deportivo Logroñés     | España | 2002-2003 |
| Girona Fútbol Club          | España | 2003-2005 |
| Club Deportivo Logroñés     | España | 2007-2008 |
| Club Deportivo Calahorra    | España | 2008      |
| Sociedad Deportiva Logroñés | España | 2011-2014 |